# Samarbejdspolitikken
Samarbejdspolitikken er det samarbejde som de ledende danske partier havde med den tyske besættelsesmagt under 2. verdenskrig fra april 1940 til august 1943.
Som led i samarbejdspolitikken blev der dannet samlingsregeringer bestående af de fire største partier Socialdemokratiet, Det Radikale Venstre, Det Konservative Folkeparti og Venstre.
Samarbejdspolitikken er et omstridt emne i besættelsen, og der er delte meninger om, den var en fordel for Danmark.
Det kan endvidere diskuteres, om termen "samarbejdspolitik" er korrekt, da et samarbejde forudsætter frivillighed. Politikerne blev presset til at give indrømmelser og tilpasse sig, og der var snarere tale om en indrømmelses-, tilpasnings- eller forhandlingspolitik med besættelsesmagten, end en samarbejdspolitik.[kilde mangler]
Erik Scavenius var udenrigs- og senere statsminister i denne periode efter pres fra kongen, som havde nægtet at godtage et ministerium med Munch som leder. Scavenius forbindes i høj grad med samarbejdspolitikken.

## Fordele og ulemper ved samarbejdspolitikken
Der er for få eller ingen kildehenvisninger i dette afsnit, hvilket er et problem. Du kan hjælpe ved at angive troværdige kilder til de påstande, som fremføres.

| Fordele | Ulemper |
| --- | --- |
| - Samarbejdspolitikken skabte goodwill hos de tyske beslutningstagere og forsikrede Berlin om, at den danske regering var til at stole på og loyalt ville samarbejde under ”Tysklands førerskab”, som det hed i Scavenius’ berømte tiltrædelseserklæring - I modsætning til i andre besatte lande skete der ikke en nazificering af samfundslivet. Hær, flåde og politi var under dansk ledelse. Demokratiet fungerede videre på centralt og lokalt plan, og ingen blandede sig i undervisningssektoren. De faglige organisationer og alt øvrigt foreningsliv forblev uantastet - Det var enestående i det besatte Europa, at demokratiske politiske institutioner overlevede så længe: På landsplan indtil august 1943, på kommunalt og amtsligt niveau hele krigen igennem - Det var også enestående i de besatte lande, at nazismen som ideologi i den grad blev marginaliseret og holdt uden for samfundslivet - Udenrigshandelen blev fokuseret på Tyskland, der ville aftage landbrugseksporten til gode priser og til gengæld levere bl.a. kul - 100.000 danskere, der tog i tysk arbejdstjeneste afhjalp den danske arbejdsløshed og var med til at mindske regeringens udgifter til understøttelse - Redningen af de danske jøder tilskrives forhandlings- og samarbejdspolitikken. - Samarbejdspolitikken mødte opbakning i den danske befolkning i de første besættelsesår → Ved valgene satte danskerne i høj grad deres kryds ved de gamle partier, som stod for samarbejdspolitikken - Man undgik, at Danmark blev sønderbombet og civilbefolkningen blev i stort omfang skånet | - Afhængigheden af Tyskland. Begrænsninger i pressefriheden og andre krav måtte efterkommes. De danske nazisters aktioner måtte tåles - I forbindelse med Tysklands angreb på Sovjetunionen juni 1941 ophørte Den Tysk-sovjetiske Ikke-angrebspagt (1939-41), som hidtil havde beskyttet danske kommunister mod at blive forfulgt af den tyske besættelsesmagt; tyskerne krævede nu, at ledende danske kommunister blev interneret. Det blev efterkommet i langt større omfang end krævet, og i forlængelse af dette brud på Grundloven blev DKP forbudt, ligesom man forsøgte at rense fagbevægelsen for kommunister. Partiet gik under jorden og fortsatte sin virksomhed, hvilket blev begyndelsen til det organiserede illegale arbejde i Danmark. - På tyske krav accepterede regeringen oprettelsen af Frikorps Danmark til kamp på tysk side mod bolsjevismen (Sovjetunionen) samt dansk tilslutning til Antikominternpagten → Under retsopgøret lavede man en lov med tilbagevirkende kraft, som gjorde, at de østfrontsfrivillige kunne dømmes om end de havde haft regeringens godkendelse under besættelsen. - Samarbejdspolitikken kunne koste anseelse hos de allierede → Her var modstandsbevægelsen stærkt medvirkende til, at Danmark ”endte på den rigtige side”. - Generelt var samarbejdspolitikkerne mere eftergivende end krævet fra tysk hold. - Under Fogh Rasmussen tog en dansk statsminister for første gang afstand til samarbejdspolitikken →”I kampen mellem demokrati og diktatur kan man ikke stå neutralt” → Skal retfærdiggøre invasionen i Irak og generelt regeringens udenrigspolitik. Læresætningen fra 29/8 1943 er ifølge Fogh at man selv må yde et aktivt bidrag til at forsvare vores demokratiske værdier. Selv når der skal træffes farlige beslutninger… |